# Ardnagrask
Ardnagrask (Schots-Gaelisch: Àird nan Crasg) is een gebied in de Schotse Hooglanden in de buurt van Muir of Ord.

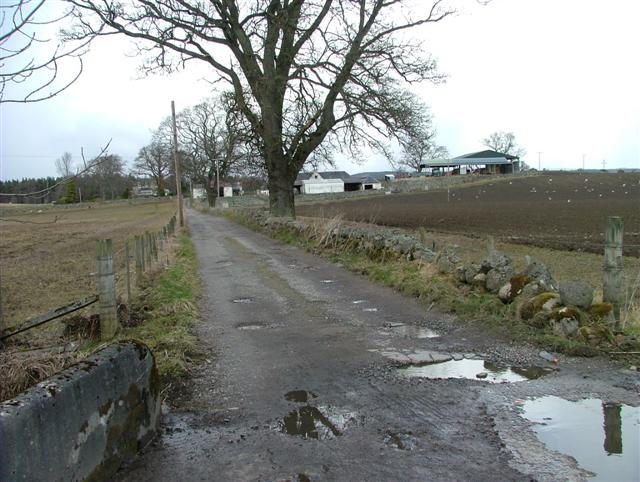
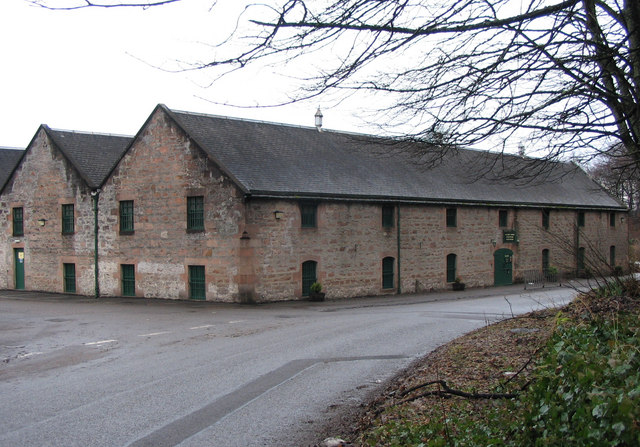
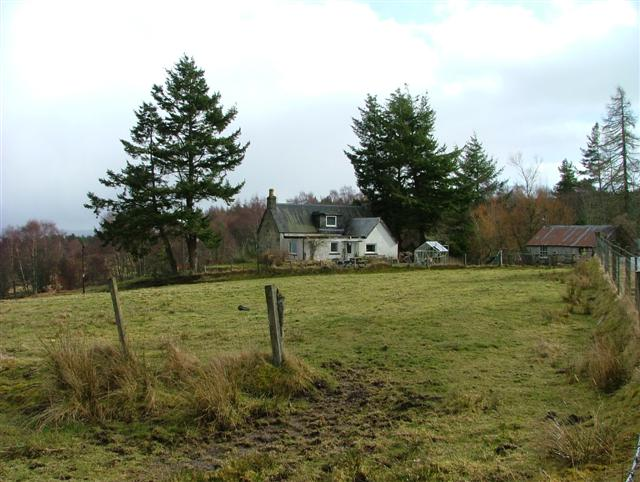
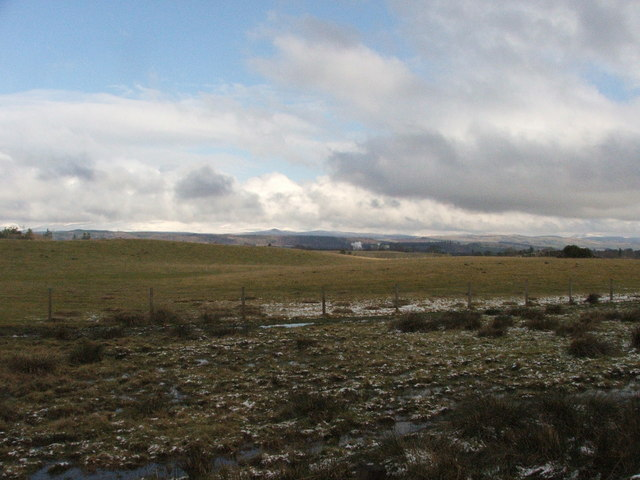
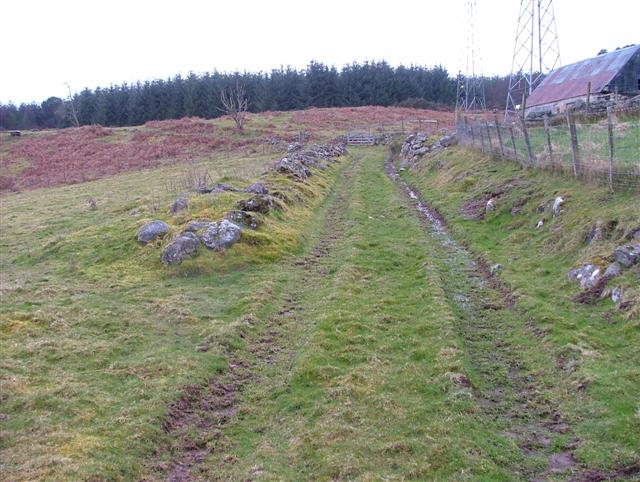
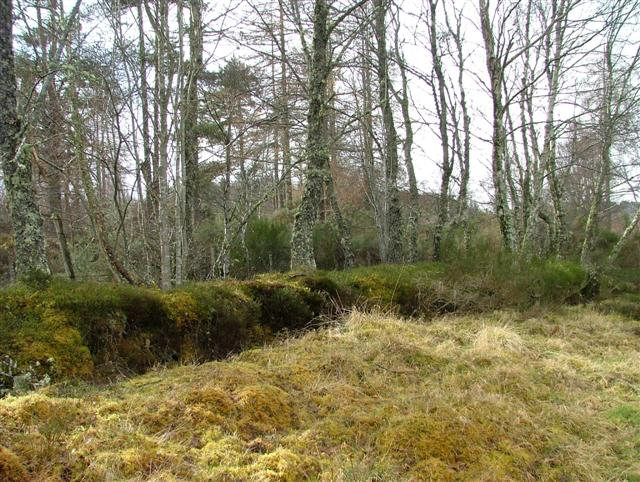